# 枞树鸡
樅樹雞（学名：Canachites canadensis），是鸡形目雉科枞树鸡属的一种鸟类。

## 特征
枞树鸡体重约473.7克，翼长约179.5毫米，嘴峰长约22.4毫米，喙宽度约8.2毫米，喙厚度约8.3毫米，跗蹠长约35.9毫米，尾长约111.1毫米。枞树镰翅鸡在其分布区内为留鸟，其栖息在密集的高大树木组成的森林中，食性为草食性，主要食物来源是陆生植物。

## 亚种
- ：分布于阿拉斯加和育空地区至大奴湖和阿萨巴斯卡湖。
- ：分布于南阿拉斯加（布里斯托尔湾）至威廉王子湾和科迪亚克岛。
- ：分布于艾伯塔省中部至拉布拉多半岛。
- ：分布于加拿大东南部和美国明尼苏达州至缅因州。
- ：分布于新斯科舍省。
- ：分布于阿拉斯加东南部（威爾斯親王島和亚历山大群岛及其邻近岛屿）。
- ：分布于不列颠哥伦比亚省向南穿过落基山脉北部至俄勒冈州东北部和爱达荷州中部。[4]